# Vuelta a Andalucía 2011
La Vuelta a Andalucía 2011, cinquantasettesima edizione della corsa valevole come prova del circuito UCI Europe Tour 2011 categoria 2.1, si svolse in 4 tappe precedute da un prologo dal 20 al 24 febbraio 2011 per un percorso totale di 680,6 km, con partenza da Benahavís e arrivo ad Antequera. Fu vinto dallo spagnolo Markel Irizar del Team RadioShack, che si impose in 16 ore 27 minuti e 21 secondi, alla media di 41,359 km/h.
Ad Antequera 109 ciclisti conclusero il giro.

## Tappe
| Tappa  | Data        | Percorso                      | km    | Vincitore di tappa | Leader cl. generale |
| ------ | ----------- | ----------------------------- | ----- | ------------------ | ------------------- |
| Prol.  | 20 febbraio | Benahavís (Cron. individuale) | 6,8   | Jimmy Engoulvent   | Jimmy Engoulvent    |
| 1ª     | 21 febbraio | Almuñécar > Adra              | 161,8 | Jonathan Hivert    | Markel Irizar       |
| 2ª     | 22 febbraio | Villa de Otura > Jaén         | 175,3 | Francisco Ventoso  | Markel Irizar       |
| 3ª     | 23 febbraio | La Guardia de Jaén > Cordova  | 174   | Óscar Freire       | Markel Irizar       |
| 4ª     | 24 febbraio | Cordova > Antequera           | 162,7 | Óscar Freire       | Markel Irizar       |
| Totale | Totale      | Totale                        | 680,6 |                    |                     |

## Squadre e corridori partecipanti
| N.    | Cod. | Squadra               |
| ----- | ---- | --------------------- |
| 1-7   | RAB  | Rabobank Cycling Team |
| 11-17 | OLO  | Omega Pharma          |
| 21-27 | SKY  | Sky Procycling        |
| 31-37 | VCD  | Vacansoleil-DCM       |
| 41-47 | RSH  | Team RadioShack       |
| 51-57 | EUS  | Euskaltel-Euskadi     |
| 61-67 | LEO  | Team Leopard-Trek     |
| 71-77 | KAT  | Katusha Team          |
| 81-87 | MOV  | Movistar Team         |

| N.      | Cod. | Squadra                |
| ------- | ---- | ---------------------- |
| 91-97   | SAU  | Saur-Sojasun           |
| 101-107 | CJR  | Caja Rural             |
| 111-117 | ACG  | Andalucía-Caja Granada |
| 121-127 | SKS  | Skil-Shimano           |
| 131-137 | GEO  | Geox-TMC               |
| 141-147 | ORB  | Orbea Continental      |
| 151-157 | APP  | Team NetApp            |
| 161-167 | TKT  | KTM-Murcia             |

## Dettagli delle tappe

### Prologo
- 20 febbraio: Benahavís – Cronometro individuale – 6,8 km

Risultati
| Pos. | Corridore             | Squadra      | Tempo |
| ---- | --------------------- | ------------ | ----- |
| 1    | Jimmy Engoulvent      | Saur-Sojasun | 6'49" |
| 2    | Markel Irizar         | RadioShack   | s.t.  |
| 3    | Jurgen Van den Broeck | Omega Pharma | a 1"  |

| Pos. | Corridore             | Squadra      | Tempo |
| ---- | --------------------- | ------------ | ----- |
| 1    | Jimmy Engoulvent      | Saur-Sojasun | 6'49" |
| 2    | Markel Irizar         | RadioShack   | s.t.  |
| 3    | Jurgen Van den Broeck | Omega Pharma | a 1"  |

### 1ª tappa
- 21 febbraio: Almuñécar > Adra – 161,8 km

Risultati
| Pos. | Corridore         | Squadra       | Tempo    |
| ---- | ----------------- | ------------- | -------- |
| 1    | Jonathan Hivert   | Saur-Sojasun  | 4h20'25" |
| 2    | Francisco Ventoso | Movistar Team | s.t.     |
| 3    | Óscar Freire      | Rabobank      | s.t.     |

| Pos. | Corridore             | Squadra      | Tempo    |
| ---- | --------------------- | ------------ | -------- |
| 1    | Markel Irizar         | RadioShack   | 4h29'53" |
| 2    | Jurgen Van den Broeck | Omega Pharma | a 1"     |
| 3    | Levi Leipheimer       | RadioShack   | a 2"     |

### 2ª tappa
- 22 febbraio: Villa de Otura > Jaén – 175,3 km

Risultati
| Pos. | Corridore         | Squadra        | Tempo    |
| ---- | ----------------- | -------------- | -------- |
| 1    | Francisco Ventoso | Movistar Team  | 4h21'53" |
| 2    | Juan José Lobato  | Andalucía      | s.t.     |
| 3    | Davide Appollonio | Sky Procycling | s.t.     |

| Pos. | Corridore             | Squadra      | Tempo    |
| ---- | --------------------- | ------------ | -------- |
| 1    | Markel Irizar         | RadioShack   | 8h51'46" |
| 2    | Jurgen Van den Broeck | Omega Pharma | a 1"     |
| 3    | Levi Leipheimer       | RadioShack   | a 2"     |

### 3ª tappa
- 23 febbraio: La Guardia de Jaén > Cordova – 174 km

Risultati
| Pos. | Corridore        | Squadra      | Tempo    |
| ---- | ---------------- | ------------ | -------- |
| 1    | Óscar Freire     | Rabobank     | 3h49'23" |
| 2    | Jimmy Engoulvent | Saur-Sojasun | s.t.     |
| 3    | Aitor Galdós     | Caja Rural   | s.t.     |

| Pos. | Corridore             | Squadra      | Tempo     |
| ---- | --------------------- | ------------ | --------- |
| 1    | Markel Irizar         | RadioShack   | 12h41'09" |
| 2    | Jurgen Van den Broeck | Omega Pharma | a 1"      |
| 3    | Levi Leipheimer       | RadioShack   | a 2"      |

### 4ª tappa
- 24 febbraio: Cordova > Antequera – 162,7 km

Risultati
| Pos. | Corridore       | Squadra      | Tempo    |
| ---- | --------------- | ------------ | -------- |
| 1    | Óscar Freire    | Rabobank     | 3h46'12" |
| 2    | Samuel Sánchez  | Euskaltel    | s.t.     |
| 3    | Jonathan Hivert | Saur-Sojasun | s.t.     |

| Pos. | Corridore             | Squadra      | Tempo     |
| ---- | --------------------- | ------------ | --------- |
| 1    | Markel Irizar         | RadioShack   | 16h27'21" |
| 2    | Jurgen Van den Broeck | Omega Pharma | a 1"      |
| 3    | Levi Leipheimer       | RadioShack   | a 2"      |

## Evoluzione delle classifiche
| Tappa              | Vincitore          | Classifica generale | Classifica scalatori | Classifica a punti | Classifica traguardi volanti | Classifica combinata  | Classifica spagnoli | Classifica a squadre |
| ------------------ | ------------------ | ------------------- | -------------------- | ------------------ | ---------------------------- | --------------------- | ------------------- | -------------------- |
| Prol.              | Jimmy Engoulvent   | Jimmy Engoulvent    | non assegnata        | Jimmy Engoulvent   | non assegnata                | Jimmy Engoulvent      | Markel Irizar       | Saur-Sojasun         |
| 1ª                 | Jonathan Hivert    | Markel Irizar       | Javier Ramírez       | Jonathan Hivert    | Fabio Duarte                 | Jurgen Van Den Broeck | Markel Irizar       | Team RadioShack      |
| 2ª                 | Francisco Ventoso  | Markel Irizar       | Javier Ramírez       | Francisco Ventoso  | Fabio Duarte                 | Jurgen Van Den Broeck | Markel Irizar       | Team RadioShack      |
| 3ª                 | Óscar Freire       | Markel Irizar       | Javier Ramírez       | Jimmy Engoulvent   | Fabio Duarte                 | Jurgen Van Den Broeck | Markel Irizar       | Team RadioShack      |
| 4ª                 | Óscar Freire       | Markel Irizar       | Javier Ramírez       | Óscar Freire       | Jan Bakelants                | Jurgen Van Den Broeck | Markel Irizar       | Team RadioShack      |
| Classifiche finali | Classifiche finali | Markel Irizar       | Javier Ramirez       | Óscar Freire       | Jan Bakelants                | Jurgen Van Den Broeck | Markel Irizar       | Team RadioShack      |

## Classifiche finali

### Classifica generale
| Pos. | Corridore             | Squadra        | Tempo     |
| ---- | --------------------- | -------------- | --------- |
| 1    | Markel Irizar         | RadioShack     | 16h27'21" |
| 2    | Jurgen Van Den Broeck | Omega Pharma   | a 1"      |
| 3    | Levi Leipheimer       | RadioShack     | a 2"      |
| 4    | Jérôme Coppel         | Saur-Sojasun   | a 3"      |
| 5    | Luis Pasamontes       | Movistar Team  | a 8"      |
| 6    | Thomas Löfkvist       | Sky Procycling | s.t.      |
| 7    | Rigoberto Urán        | Sky Procycling | a 9"      |
| 8    | Haimar Zubeldia       | RadioShack     | a 12"     |
| 9    | Samuel Sánchez        | Euskaltel      | a 16"     |
| 10   | Ivan Rovnyj           | RadioShack     | a 18"     |

### Classifica a punti
| Pos. | Corridore         | Squadra        | Punti |
| ---- | ----------------- | -------------- | ----- |
| 1    | Óscar Freire      | Rabobank       | 66    |
| 2    | Jimmy Engoulvent  | Saur-Sojasun   | 49    |
| 3    | Francisco Ventoso | Movistar Team  | 45    |
| 4    | Jonathan Hivert   | Saur-Sojasun   | 41    |
| 5    | Davide Appollonio | Sky Procycling | 40    |

### Classifica scalatori
| Pos. | Corridore        | Squadra       | Punti |
| ---- | ---------------- | ------------- | ----- |
| 1    | Javier Ramírez   | Andalucía     | 28    |
| 2    | Fabio Duarte     | Geox-TMC      | 19    |
| 3    | David de la Cruz | Caja Rural    | 12    |
| 4    | Víctor Cabedo    | Orbea Contin. | 11    |
| 5    | Romain Sicard    | Euskaltel     | 10    |

### Classifica traguardi volanti
| Pos. | Corridore        | Squadra      | Tempo |
| ---- | ---------------- | ------------ | ----- |
| 1    | Jan Bakelants    | Omega Pharma | 6     |
| 2    | Javier Moreno    | Caja Rural   | 5     |
| 3    | Fabio Duarte     | Geox-TMC     | 3     |
| 4    | David Bernabéu   | Geox-TMC     | 3     |
| 5    | Adrián Palomares | Andalucía    | 2     |

### Classifica a squadre
| Pos. | Squadra         | Tempo     |
| ---- | --------------- | --------- |
| 1    | Team RadioShack | 49h22'15" |
| 2    | Sky Procycling  | a 18"     |
| 3    | Movistar Team   | a 24"     |
| 4    | Katusha Team    | a 1'10"   |
| 5    | Rabobank        | a 1'24"   |